# Dawid Liba’i
Dawid Liba’i (hebr.: דוד ליבאי, ur. 22 października 1934 w Tel Awiwie, zm. 24 grudnia 2023) – izraelski prawnik i polityk, minister sprawiedliwości w latach 1992–1996, minister spraw wewnętrznych w 1995, poseł do Knesetu w latach 1984–1989.

## Życiorys
Studiował na Uniwersytecie Hebrajskim w Jerozolimie, następnie w Instytucie Kryminologii w Tel Awiwie i na University of Chicago. Pracował jako adwokat. Od 1983 do 1985 był przewodniczącym Izraelskiej Izby Adwokackiej.
W polityce związał się z lewicową Partii Pracy, z listy której był członkiem Knesetu od 1984 do 1999. W latach 1992–1996 minister sprawiedliwości w drugim rządzie Icchaka Rabina i drugim rządzie Szimona Peresa, a od 19 czerwca do 18 lipca 1995 również minister spraw wewnętrznych.
Po zakończeniu kariery politycznej powrócił do zawodu adwokata. Bronił m.in. byłego prezydenta Izraela Moszego Kacawa w sprawie o gwałt.